# Burnham Market
Burnham Market är en by och en civil parish i King's Lynn and West Norfolk i Norfolk i England. Orten har 877 invånare (2011).